# Val-au-Perche
Val-au-Perche é uma comuna francesa na região administrativa da Normandia, no departamento de Orne. Estende-se por uma área de 63.26 km². Em 2010 a comuna tinha 3 601 habitantes (densidade: 56,9 hab./km²).
Foi criada em 1 de janeiro de 2016, a partir da fusão das antigas comunas de Gémages, L'Hermitière, Mâle, La Rouge, Saint-Agnan-sur-Erre e Le Theil (sede da comuna).